# Metaxitagma monotona
Metaxitagma monotona is een vlinder uit de familie dominomotten (Autostichidae). De wetenschappelijke naam is voor het eerst geldig gepubliceerd in 2008 door Gozmany.
Deze vlinder komt voor in Europa.